# 15 años, 15 baladas, 15 éxitos
15 años, 15 éxitos, 15 baladas es un álbum recopilatorio del cantante mexicano Juan Gabriel publicado en 1987 bajo el sello de RCA. Forma parte de la lista de los 100 discos que debes tener antes del fin del mundo, publicada en 2012 por Sony Music.

## Lista de canciones
Autor de todos los temas: Juan Gabriel 
- Con tu amor
- He venido a pedirte perdón
- No tengo dinero
- Aunque te enamores
- Será mañana
- Me he quedado solo
- Querida
- Siempre en mi mente
- El noa noa
- No me vuelvo a enamorar
- En esta primavera
- Insensible
- A mi guitarra
- Uno, dos y tres (Y me das un beso)
- Mi fracaso